# Finis Fox
Finis Fox est un scénariste et réalisateur américain né le 8 octobre 1884 à Caddo, Oklahoma (États-Unis), mort le 7 novembre 1949 à San Antonio (États-Unis).

## Filmographie

### comme scénariste
- 1918 : Liberty Bond Jimmy
- 1919 : The Great Romance (en) de  Henry Otto
- 1919 : The Parisian Tigress d'Herbert Blaché
- 1919 : False Evidence (en) d'Edwin Carewe
- 1919 : Fools and Their Money (en) d'Herbert Blaché
- 1919 : L'Express 330 (Easy to make Money) d'Edwin Carewe
- 1919 : Please Get Married (en) de John Ince
- 1919 : La Rose messagère (Should a Woman Tell?) de John Ince
- 1920 : Jimmy le mystérieux (Alias Jimmy Valentine) de   Maurice Tourneur
- 1921 : My Lady's Latchkey (en) d'Edwin Carewe
- 1921 : Scrap Iron (en) de  Charles Ray
- 1921 : Penny of Top Hill Trail (en) d'Arthur Berthelet
- 1922 : Man's Law and God's (en)
- 1923 : The Bishop of the Ozarks (en)
- 1923 : Les Chevaux de bois (Merry-Go-Round) d' Erich von Stroheim et Rupert Julian
- 1923 : The Man Between de  Carol Reed
- 1924 : A Woman Who Sinned
- 1925 : L'Heure du danger (My Son) d'Edwin Carewe
- 1926 : Dangerous Friends
- 1926 : High Steppers (en) d'Edwin Carewe
- 1926 : Winning the Futurity (en) de  Scott R. Dunlap
- 1926 : The Danger Girl d'Edward Dillon
- 1926 : Shipwrecked (en) de  Joseph Henabery
- 1926 : The Flame of the Yukon de   George Melford
- 1926 : The Speeding Venus (en) d'Edward Dillon
- 1927 : Resurrection d'Edwin Carewe
- 1928 : The Border Patrol (en) de  James P. Hogan
- 1931 : Resurrection

### comme réalisateur
- 1922 : Man's Law and God's (en)
- 1923 : The Bishop of the Ozarks (en)
- 1923 : The Man Between (+ producteur)
- 1923 : Tipped Off (en)
- 1923 : Bag and Baggage (en)
- 1924 : A Woman Who Sinned